# Harry Kane
Harry Edward Kane (Londres, 28 de julio de 1993) es un futbolista británico que juega de delantero en el Bayern de Múnich de la 1. Bundesliga alemana. Es también internacional con la selección de Inglaterra, de la que es capitán y máximo goleador histórico.
Realizó su debut en Leyton Orient F.C., cedido por el Tottenham Hotspur F. C., el 15 de enero de 2011, mientras que con su club lo hizo en un partido contra Heart of Midlothian Football Club en los play-offs de la Liga Europa 2011-12, que fue también su debut en competición internacional. Antes de lograr la titularidad en el club, fue cedido nuevamente al Millwall Football Club y Leicester City Football Club (entonces ambos en la segunda categoría), y Norwich City Football Club (en la máxima categoría).
En la temporada 2014-15, consiguió la titularidad en el Tottenham y quedó en la segunda posición en la tabla de goleadores de la liga, por detrás de Sergio Agüero. Gracias a sus veintiún goles en la Premier League, recibió dos veces el premio al jugador del mes, en enero y febrero de 2015. Durante esa campaña marcó treinta y un goles. Fue el máximo goleador de la Premier League de la temporada 2015-16 con veinticinco tantos, lo que ayudó a su equipo a clasificar a la Liga de Campeones. Volvió a ser el máximo goleador de la Premier en la temporada 2016-17 con 29 tantos y es el segundo inglés en la historia en ganar la Bota de Oro de la Premier League dos veces consecutivas. También fue el máximo goleador en 2017 con 56 goles.
Con la selección de Inglaterra jugó en las categorías sub-17, sub-19, sub-20 y sub-21, antes de debutar con el equipo absoluto en 2015. Participó en la Eurocopa 2016, donde jugó cuatro encuentros. En el Mundial de Rusia 2018 fue el máximo goleador, por lo que recibió la Bota de Oro.
Es el máximo goleador histórico del Tottenham Hotspur Football Club, con 280 goles en 435 partidos oficiales.

## Primeros años
Harry Kane nació el 28 de julio de 1993 en el distrito londinense de Walthamstow. Es hijo de Kim Hogg y Patrick Kane y tiene un hermano mayor, Charlie. Es de ascendencia irlandesa por parte de padre, quien es de Galway. Cuando era pequeño, su familia se mudó a Chingford, donde Kane cursó sus estudios primarios en la Larkswood Primary Academy hasta 2004, y los secundarios en la Chingford Foundation School (la misma donde asistió David Beckham).

## Trayectoria

### Inicios
Tras iniciarse en el Ridgeway Rodgers, un equipo local, a los ocho años Kane se incorporó a la Academia del Arsenal F. C.. Permaneció una temporada, ya que fue descartado por sobrepeso en 2002. Tras abandonar el club londinense, regresó a su anterior equipo. En 2004, realizó una prueba de seis semanas con el Watford F. C. El Tottenham se fijó en él durante un partido en el que se enfrentaron y lo incorporó a su academia con once años.

### 2011-2013
En enero de 2011, fue cedido hasta final de temporada al Leyton Orient de la League One. El 25 de agosto de 2011 debutó con el Tottenham en un partido de Liga Europa ante el Hearts, en el que falló un penalti. El 15 de diciembre marcó su primer gol en una victoria a domicilio por 0 a 4 ante el Shamrock Rovers.
En enero de 2012 fue cedido al Millwall de Championship hasta final de temporada y fue nombrado mejor jugador joven del equipo. El 18 de agosto de 2012 debutó, con el Tottenham, en Premier League en una derrota por 2 a 1 ante el Newcastle. Sin embargo, el 31 de agosto fue cedido al Norwich City por una temporada. En su segundo partido sufrió una grave lesión en el pie que le tuvo de baja casi dos meses. El 1 de febrero de 2013, el Tottenham decidió cancelar la cesión y reintegrarlo al equipo. Solo veinte días después fue cedido hasta final de la temporada 2012-13 al Leicester City.

### Tottenham

#### Temporada 2013-14
El club decidió no ceder más al jugador, aunque no tuvo un papel destacado. En el mes de abril, Kane marcó en tres jornadas consecutivas de Premier League.

#### Temporada 2014-15

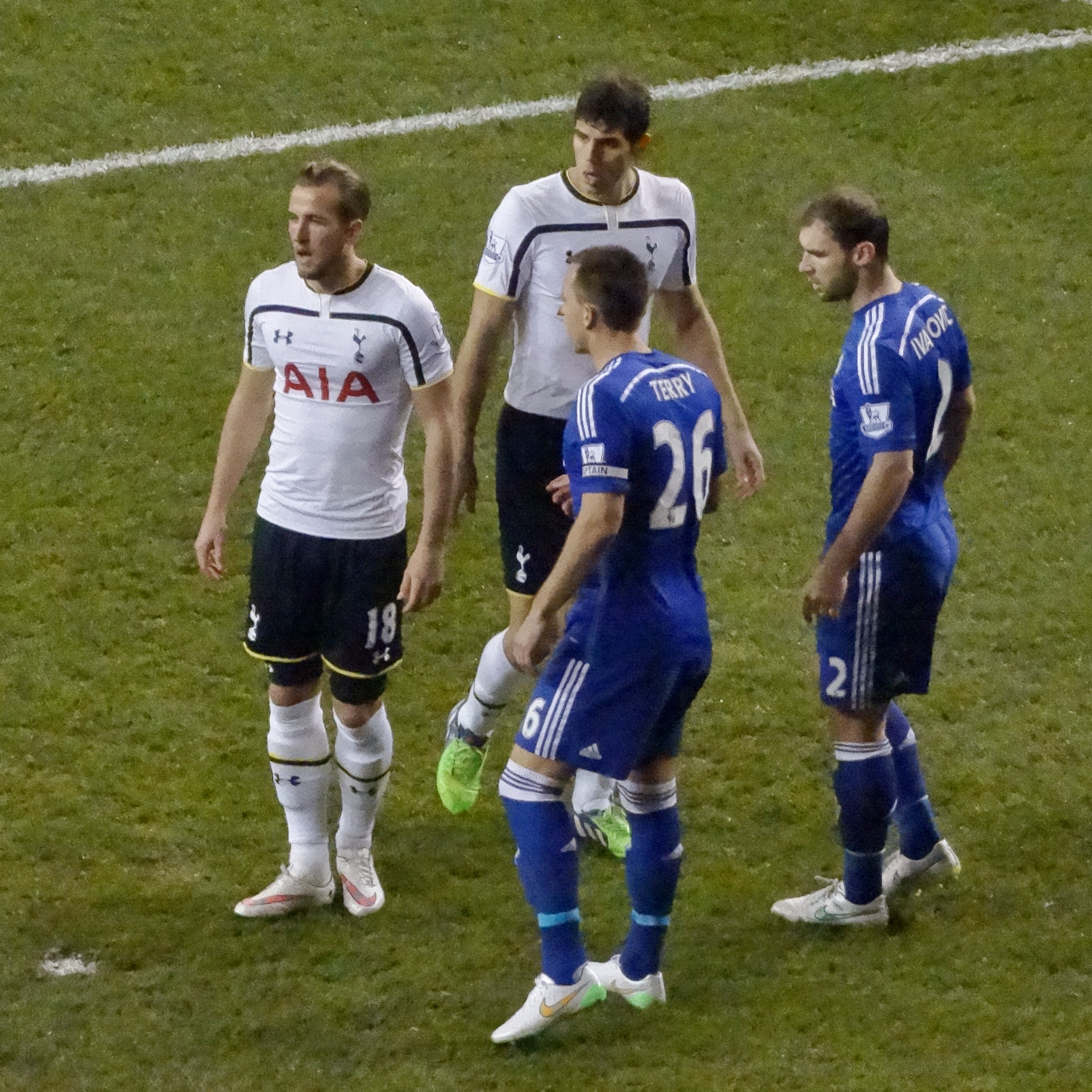
Kane (izquierda) en el 5-3 del Tottenham Hotspur contra Chelsea en 2015, en el que anotó dos goles.

Con la llegada de Mauricio Pochettino como entrenador, se convirtió en el máximo goleador de su equipo y fue nombrado en dos ocasiones consecutivas mejor jugador de la Premier League. Anotó 31 tantos entre todas las competiciones, incluidos sus dos primeros hat-tricks (uno ante el Asteras en Liga Europa y otro ante el Leicester en Premier). Esa temporada recibió premio al jugador joven del año y fue incluido en el equipo del año de la PFA.

#### Temporada 2015-16
En su tercera temporada en el club, con 25 tantos, fue el máximo goleador de la Premier League. Estos goles ayudaron al equipo a clasificarse para la siguiente edición de la Liga de Campeones.

#### Temporada 2016-17
El 22 de noviembre, en su segundo partido de Liga de Campeones, marcó de penalti en una derrota 2-1 ante el AS Mónaco. El 18 de mayo anotó cuatro goles en el 1-6 ante Leicester City en el King Power Stadium. Tres días después marcó un hat-trick, el quinto de la temporada, en el 1-7 ante el Hull City. Finalizó la temporada con 29 en Premier League y fue nuevamente máximo goleador de la competición.

#### Temporada 2017-18
El 26 de septiembre convirtió su primer hat-trick en Liga de Campeones en el 3-0 ante el APOEL. En los dos últimos partidos de diciembre anotó otros dos hat-tricks, ante Burnley y Southampton, que le permitieron acabar el año como máximo goleador, por delante de Lionel Messi. Con 56 goles en 52 partidos, hizo dos más que el delantero argentino. En enero recibió el premio al mejor jugador inglés de 2017. El 4 de febrero, con su gol al Liverpool, alcanzó el centenar de goles en Premier League y se convirtió en el cuarto más joven en lograrlo, tras Owen, Fowler y Rooney. Finalizó la temporada de Premier League con 30 tantos (41 sumando todas las competiciones), récord personal, aunque el máximo goleador fue Mohamed Salah, con 32 goles. Antes del Mundial, renovó su contrato hasta junio de 2024.

#### Temporada 2018-19
El 27 de agosto marcó uno de los goles en la victoria (0-3) en Old Trafford. El 29 de septiembre anotó su primer doblete de la temporada en el 0-2 ante el Huddersfield. El 6 de noviembre anotó un doblete en los minutos finales para dar la vuelta al partido ante el PSV (2-1) en Liga de Campeones.
También,fue subcampeón de la UEFA Champions League.

#### Temporada 2019-2020
Su temporada se vio afectada por las lesiones, ya que un desgarro muscular en los isquiotibiales lo dejó fuera de las canchas durante al menos cuatro meses.

### Bayern de Múnich

#### Temporada 2023-24
Antes del comienzo de temporada, Kane fue anunciado como nuevo refuerzo del Bayern de Múnich, que lo fichó hasta 2027 por alrededor de 100 millones de euros.
Harry Kane: Estoy muy contento de formar parte del FC Bayern ahora. El FC Bayern es uno de los clubes más grandes del mundo y siempre he dicho que quiero competir y demostrar mi valía al máximo nivel en mi carrera. El FC Bayern se caracteriza por su cultura ganadora: sienta muy bien estar aquí.
 Debutó el 12 de agosto en la supercopa alemana cuando ingresó en el minuto 64 y jugó por primera vez en la Bundesliga, donde marcó su primer gol y dio su primera asistencia en la primera fecha contra el Werder Bremen. En las primeras once jornadas de la competición anotó diecisiete tantos, más que cualquier jugador en la temporada anterior.

#### Temporada 2024-25
En su segunda temporada, Kane ganó su primer título, cuando el club fue campeón de la Bundesliga en la fecha 32. Fue un jugador clave y tuvo el mejor registro de su carrera, con 26 goles en 31 partidos y 11 goles en la Liga de Campeones, incluidos tres frente al Leverkusen en octavos de final.

## Selección nacional

### Categorías inferiores

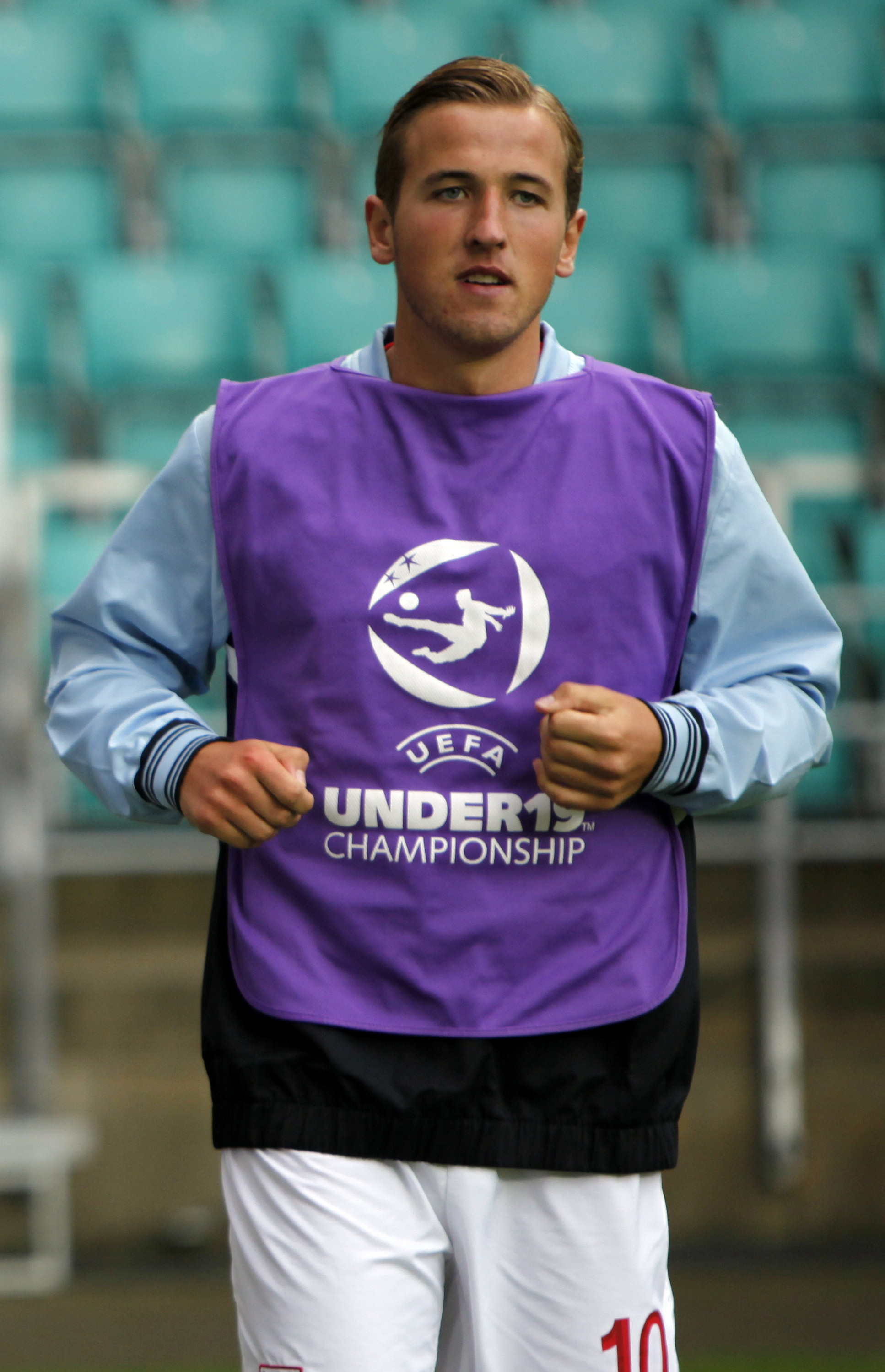
Entrenando durante el Campeonato Europeo de la UEFA Sub-19 2012

En enero de 2010, fue convocado para jugar con la selección de fútbol sub-17 de Inglaterra el Torneo Algarve en Portugal. No fue llamado para el Campeonato Europeo Sub-17 de la UEFA 2010 debido a una enfermedad. Inglaterra fue campeón tras ganarle a selección de fútbol sub-17 de España en la final. Más tarde, Kane fue convocado a la selección Sub-19. En su debut, el 8 de octubre de 2010, anotó un doblete en el 6-1 ante la Albania. Fue un jugador importante para que la selección inglesa se clasificara para las semifinales del Campeonato Europeo de la UEFA Sub-19 2012. Anotó el gol de la victoria ante la Francia en la fase de grupos para clasificar a semifinales. Con la Sub-19, jugó 14 partidos y anotó 6 goles.
El 28 de mayo de 2013 fue convocado por Peter Taylor, seleccionador de la selección de fútbol sub-20 de Inglaterra para jugar la Copa Mundial de Fútbol Sub-20 de 2013. Debutó el 16 de junio en un amistoso ante la Uruguay, partido que terminó con victoria por 3-0 de la selección inglesa. Asistió a Luke Williams en el primer gol de la fase de grupos ante Irak. Anotó en el partido ante Chile, tras recibir un pase de Ross Barkley.
El 13 de agosto de 2013, debutó con Inglaterra sub-21 ante Escocia. Entró en el minuto 58 e Inglaterra ganó 6-0. El 10 de octubre, anotó un hat-trick ante San Marino en la fase de clasificación del Campeonato Europeo Sub-21 de 2015. Fue titular en el Europeo sub-21, aunque no consiguió anotar ningún gol.

### Selección absoluta

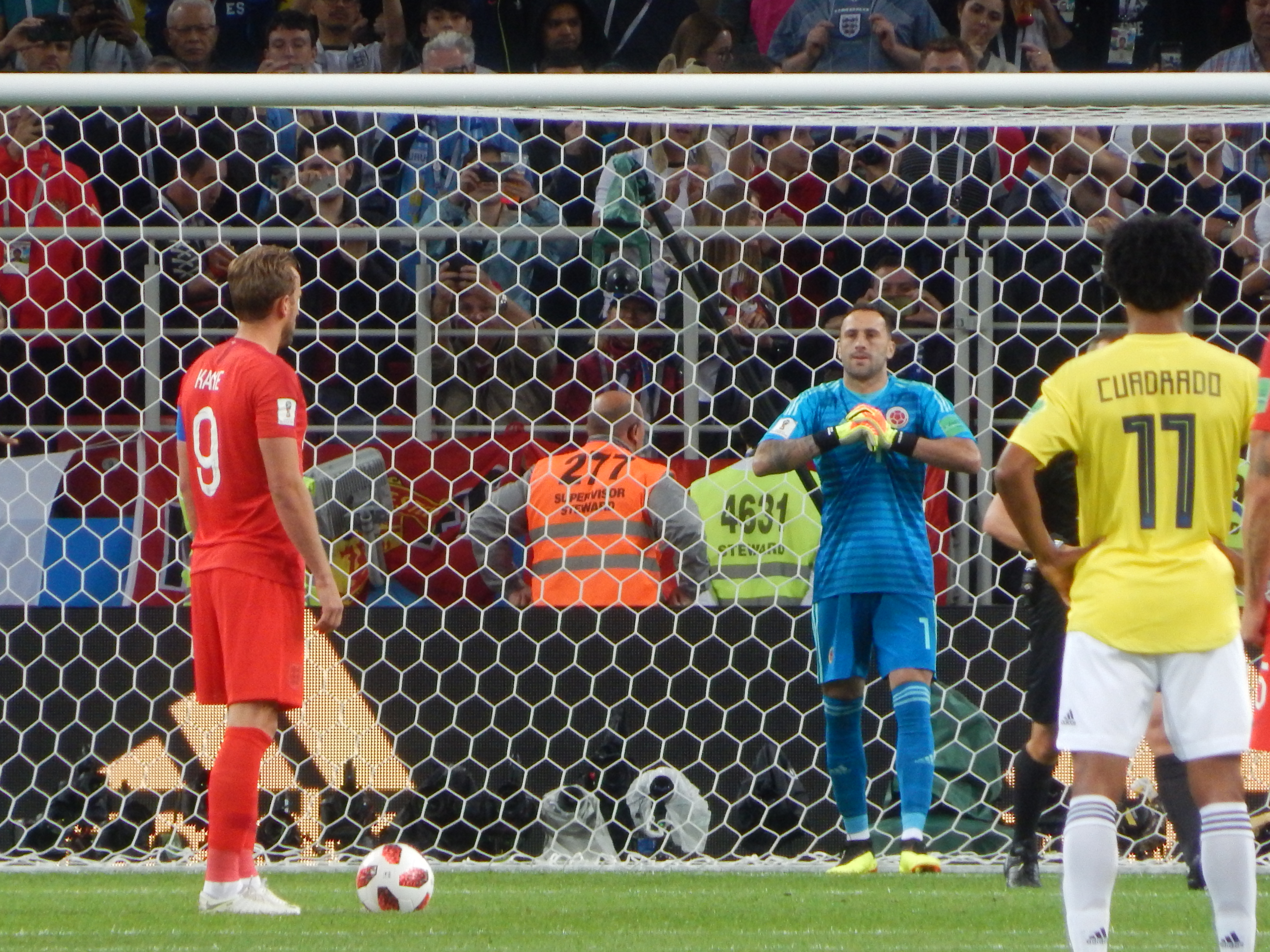
Kane ganó el premio de Bota de Oro en la Copa Mundial de Fútbol de 2018.

El 27 de marzo de 2015 debutó con la selección absoluta ante Lituania en la clasificación para la Eurocopa 2016, encuentro que ganó Inglaterra 4-0. Kane sustituyó a Wayne Rooney en el minuto 72 y marcó el cuarto gol 79 segundos después.
Fue convocado para la Eurocopa de 2016, donde fue titular, pero no convirtió en ninguno de los cuatro partidos.
En 2018 fue convocado para la Copa Mundial de Fútbol. En su primer partido en el torneo anotó los dos goles que le dieron el triunfo a su equipo ante Túnez. En el siguiente partido anotó un hat-trick ante Panamá. En octavos de final marcó, de penalti, ante Colombia, y también el primer lanzamiento de la tanda. Fue el máximo goleador del Mundial con seis goles, y consiguió llegar hasta las semifinales.
Participó en la Eurocopa 2020. En los octavos de final marcó su primer gol en el torneo ante Alemania que ponía el definitivo 2-0 en el marcador y que significaba el primer triunfo inglés en una ronda eliminatoria ante los alemanes en 55 años. En los cuartos de final anotó dos goles ante Ucrania y en las semifinales ante Dinamarca en la prórroga marcó el gol que clasificaba a Inglaterra para la final tras patear el rechace de un penalti que él mismo había fallado. En el encuentro por el título se llegó a la tanda de penaltis y, si bien anotó su lanzamiento, fue Italia quien se acabó llevando el trofeo.
El 15 de noviembre de 2021 marcó cuatro goles en el triunfo ante San Marino que sirvió para que Inglaterra se clasificara para la Copa Mundial de 2022 y para igualar, con 48 tantos, a Gary Lineker como el tercer máximo goleador histórico de la selección inglesa. Un año después fue seleccionado para participar en la fase final del torneo, en la que consiguió igualar a Wayne Rooney como máximo goleador de Inglaterra tras anotar un penalti contra Francia en los cuartos de final. Sin embargo, en ese mismo encuentro falló otra pena máxima que hubiera forzado la prórroga e Inglaterra quedó eliminada.
El 23 de marzo de 2023, coincidiendo con el inicio de la clasificación para la Eurocopa 2024, hizo su gol número 54, que le permitió ser el máximo goleador histórico de la selección en solitario. Inglaterra clasificó para el torneo y Kane se convirtió en el primer inglés en ser capitán en cuatro fases finales de las principales competiciones de selecciones. Marcó tres goles y por segunda edición consecutiva Inglaterra perdió en la final, esta vez frente a España.

### Participaciones en Copas del Mundo
| Competición                 | Sede                     | Resultado                | Partidos | Goles |
| --------------------------- | ------------------------ | ------------------------ | -------- | ----- |
| Copa Mundial Sub-20 de 2013 | Turquía                  | Primera fase             | 3        | 1     |
| Copa Mundial de 2018        | Rusia                    | Cuarto lugar             | 6        | 6     |
| Copa Mundial de 2022        | Catar                    | Cuartos de final         | 5        | 2     |
| Total en Copas del Mundo    | Total en Copas del Mundo | Total en Copas del Mundo | 14       | 9     |

### Participaciones en Eurocopas
| Competición             | Sede               | Resultado          | Partidos | Goles |
| ----------------------- | ------------------ | ------------------ | -------- | ----- |
| Eurocopa Sub-19 2012    | Estonia            | Semifinal          | 3        | 1     |
| Eurocopa Sub-21 de 2015 | República Checa    | Primera fase       | 3        | 0     |
| Eurocopa 2016           | Francia            | Octavos de final   | 4        | 0     |
| Eurocopa 2020           | Europa             | Subcampeón         | 7        | 4     |
| Eurocopa 2024           | Alemania           | Subcampeón         | 7        | 3     |
| Total en Eurocopas      | Total en Eurocopas | Total en Eurocopas | 24       | 8     |

## Estadísticas

### Clubes
Actualizado al último partido disputado el 16 de agosto de 2025
| Club                               | Div.          | Temporada     | Liga  | Liga  | Liga   | Copas nacionales | Copas nacionales | Copas nacionales | Copas internacionales | Copas internacionales | Copas internacionales | Total | Total | Total  |
| Club                               | Div.          | Temporada     | Part. | Goles | Asist. | Part.            | Goles            | Asist.           | Part.                 | Goles                 | Asist.                | Part. | Goles | Asist. |
| ---------------------------------- | ------------- | ------------- | ----- | ----- | ------ | ---------------- | ---------------- | ---------------- | --------------------- | --------------------- | --------------------- | ----- | ----- | ------ |
| Leyton Orient F. C. Inglaterra     | 3.ª           | 2010-11       | 18    | 5     | 0      | 0                | 0                | 0                | —                     | —                     | —                     | 18    | 5     | 0      |
| Leyton Orient F. C. Inglaterra     | Total club    | Total club    | 18    | 5     | 0      | 0                | 0                | 0                | 0                     | 0                     | 0                     | 18    | 5     | 0      |
| Tottenham Hotspur F. C. Inglaterra | 1.ª           | 2011-12       | 0     | 0     | 0      | 0                | 0                | 0                | 6                     | 1                     | 0                     | 6     | 1     | 0      |
| Millwall F. C. Inglaterra          | 2.ª           | 2011-12       | 22    | 7     | 1      | 5                | 2                | 2                | —                     | —                     | —                     | 27    | 9     | 3      |
| Millwall F. C. Inglaterra          | Total club    | Total club    | 22    | 7     | 1      | 5                | 2                | 2                | 0                     | 0                     | 0                     | 27    | 9     | 3      |
| Tottenham Hotspur F. C. Inglaterra | 1.ª           | 2012-13       | 1     | 0     | 0      | 0                | 0                | 0                | 0                     | 0                     | 0                     | 1     | 0     | 0      |
| Norwich City F. C. Inglaterra      | 1.ª           | 2012-13       | 3     | 0     | 0      | 2                | 0                | 1                | —                     | —                     | —                     | 5     | 0     | 1      |
| Norwich City F. C. Inglaterra      | Total club    | Total club    | 3     | 0     | 0      | 2                | 0                | 1                | 0                     | 0                     | 0                     | 5     | 0     | 1      |
| Leicester City F. C. Inglaterra    | 2.ª           | 2012-13       | 15    | 2     | 0      | 0                | 0                | 0                | —                     | —                     | —                     | 15    | 2     | 0      |
| Leicester City F. C. Inglaterra    | Total club    | Total club    | 15    | 2     | 0      | 0                | 0                | 0                | 0                     | 0                     | 0                     | 15    | 2     | 0      |
| Tottenham Hotspur F. C. Inglaterra | 1.ª           | 2013-14       | 10    | 3     | 0      | 2                | 1                | 0                | 7                     | 0                     | 2                     | 19    | 4     | 2      |
| Tottenham Hotspur F. C. Inglaterra | 1.ª           | 2014-15       | 34    | 21    | 4      | 8                | 3                | 1                | 9                     | 7                     | 0                     | 51    | 31    | 5      |
| Tottenham Hotspur F. C. Inglaterra | 1.ª           | 2015-16       | 38    | 25    | 1      | 5                | 1                | 0                | 7                     | 2                     | 1                     | 50    | 28    | 2      |
| Tottenham Hotspur F. C. Inglaterra | 1.ª           | 2016-17       | 30    | 29    | 7      | 3                | 4                | 0                | 5                     | 2                     | 0                     | 38    | 35    | 7      |
| Tottenham Hotspur F. C. Inglaterra | 1.ª           | 2017-18       | 37    | 30    | 2      | 4                | 4                | 0                | 7                     | 7                     | 1                     | 48    | 41    | 3      |
| Tottenham Hotspur F. C. Inglaterra | 1.ª           | 2018-19       | 28    | 17    | 4      | 3                | 2                | 1                | 9                     | 5                     | 1                     | 40    | 24    | 6      |
| Tottenham Hotspur F. C. Inglaterra | 1.ª           | 2019-20       | 29    | 18    | 2      | 0                | 0                | 0                | 5                     | 6                     | 0                     | 34    | 24    | 2      |
| Tottenham Hotspur F. C. Inglaterra | 1.ª           | 2020-21       | 35    | 23    | 14     | 6                | 2                | 0                | 8                     | 8                     | 3                     | 49    | 33    | 17     |
| Tottenham Hotspur F. C. Inglaterra | 1.ª           | 2021-22       | 37    | 17    | 9      | 8                | 4                | 0                | 5                     | 6                     | 1                     | 50    | 27    | 10     |
| Tottenham Hotspur F. C. Inglaterra | 1.ª           | 2022-23       | 38    | 30    | 3      | 3                | 1                | 0                | 8                     | 1                     | 2                     | 49    | 32    | 5      |
| Tottenham Hotspur F. C. Inglaterra | Total club    | Total club    | 317   | 213   | 46     | 42               | 22               | 2                | 76                    | 45                    | 11                    | 435   | 280   | 59     |
| Bayern de Múnich · Alemania        | 1.ª           | 2023-24       | 32    | 36    | 8      | 1                | 0                | 0                | 12                    | 8                     | 4                     | 45    | 44    | 12     |
| Bayern de Múnich · Alemania        | 1.ª           | 2024-25       | 31    | 26    | 10     | 2                | 1                | 1                | 17                    | 14                    | 3                     | 50    | 41    | 14     |
| Bayern de Múnich · Alemania        | 1.ª           | 2025-26       | 0     | 0     | 0      | 1                | 1                | 0                | 0                     | 0                     | 0                     | 1     | 1     | 0      |
| Bayern de Múnich · Alemania        | Total club    | Total club    | 63    | 62    | 18     | 4                | 2                | 1                | 29                    | 22                    | 7                     | 96    | 86    | 26     |
| Total carrera                      | Total carrera | Total carrera | 438   | 289   | 65     | 53               | 26               | 6                | 111                   | 68                    | 18                    | 603   | 383   | 89     |

### Selección nacional
| Selección  | Año   | Amistosos | Amistosos | Clasificación Mundial | Clasificación Mundial | Clasificación Europa | Clasificación Europa | Eurocopa | Eurocopa | Mundial | Mundial | Total | Total |
| Selección  | Año   | Part.     | Goles     | Part.                 | Goles                 | Part.                | Goles                | Part.    | Goles    | Part.   | Goles   | Part. | Goles |
| ---------- | ----- | --------- | --------- | --------------------- | --------------------- | -------------------- | -------------------- | -------- | -------- | ------- | ------- | ----- | ----- |
| Inglaterra | 2015  | 3         | 0         | -                     | -                     | 5                    | 3                    | -        | -        | -       | -       | 8     | 3     |
| Inglaterra | 2016  | 4         | 2         | 1                     | 0                     | -                    | -                    | 4        | 0        | -       | -       | 9     | 2     |
| Inglaterra | 2017  | 1         | 2         | 5                     | 5                     | -                    | -                    | -        | -        | -       | -       | 6     | 7     |
| Inglaterra | 2018  | 2         | 1         | -                     | -                     | 4                    | 1                    | -        | -        | 6       | 6       | 12    | 8     |
| Inglaterra | 2019  | -         | -         | -                     | -                     | 10                   | 12                   | -        | -        | -       | -       | 10    | 12    |
| Inglaterra | 2020  | -         | -         | -                     | -                     | 6                    | 0                    | -        | -        | -       | -       | 6     | 0     |
| Inglaterra | 2021  | 1         | 0         | 8                     | 12                    | -                    | -                    | 7        | 4        | -       | -       | 16    | 16    |
| Inglaterra | 2022  | 2         | 1         | -                     | -                     | 6                    | 2                    | -        | -        | 5       | 2       | 13    | 5     |
| Inglaterra | 2023  | 1         | 1         | -                     | -                     | 8                    | 8                    | -        | -        | -       | -       | 9     | 9     |
| Inglaterra | 2024  | 2         | 1         | -                     | -                     | 5                    | 3                    | 7        | 3        | -       | -       | 14    | 7     |
| Inglaterra | 2025  | 1         | 1         | 3                     | 3                     | -                    | -                    | -        | -        | -       | -       | 4     | 4     |
| Total      | Total | 17        | 9         | 17                    | 20                    | 44                   | 29                   | 18       | 7        | 11      | 8       | 107   | 73    |

### Tripletes o Pokers
Actualizado al último disputado jugado el 22 de noviembre de 2024.
| 1.  | 10 de octubre de 2013    | Estadio Olímpico, Serravalle        | San Marino Sub-21 - Inglaterra Sub-21 | 3 | 0 - 4  | Clas. Eurocopa Sub-21 2015           |
| 2.  | 23 de octubre de 2014    | White Hart Lane, Londres            | Tottenham - Asteras Tripolis          | 3 | 5 - 1  | Liga Europea 2014-15                 |
| 3.  | 21 de marzo de 2015      | White Hart Lane, Londres            | Tottenham - Leicester City            | 3 | 4 - 3  | Premier League 2014-15               |
| 4.  | 25 de octubre de 2015    | Vitality Stadium, Bournemouth       | Bournemouth - Tottenham               | 3 | 1 - 5  | Premier League 2015-16               |
| 5.  | 14 de enero de 2027      | White Hart Lane, Londres            | Tottenham - West Bromwich             | 3 | 4 - 0  | Premier League 2016-17               |
| 6.  | 19 de febrero de 2017    | Craven Cottage, Londres             | Fulham - Tottenham                    | 3 | 0 - 3  | FA Cup 2016-17                       |
| 7.  | 26 de febrero de 2017    | White Hart Lane, Londres            | Tottenham - Stoke City                | 3 | 4 - 0  | Premier League 2016-17               |
| 8.  | 18 de mayo de 2017       | Leicester City Stadium, Leicester   | Leicester City - Tottenham            | 4 | 1 - 6  | Premier League 2016-17               |
| 9   | 21 de mayo de 2017       | KCOM Stadium, Hull                  | Hull City - Tottenham                 | 3 | 1 - 7  | Premier League 2016-17               |
| 9.  | 26 de septiembre de 2017 | Estadio GSP, Nicosia                | APOEL de Nicosia - Tottenham          | 3 | 0 - 3  | Liga de Campeones UEFA 2017-18       |
| 10. | 23 de diciembre de 2017  | Turf Moor, Burnley                  | Burnley - Tottenham                   | 3 | 0 - 3  | Premier League 2017-18               |
| 11. | 26 de diciembre de 2017  | Wembley, Londres                    | Tottenham - Southampton               | 3 | 5 - 2  | Premier League 2017-18               |
| 12. | 24 de junio de 2018      | Estadio Mundialista, Nizni Nóvgorod | Inglaterra - Panamá                   | 3 | 6 - 1  | Copa Mundial de 2018                 |
| 13. | 7 de septiembre de 2019  | Wembley, Londres                    | Inglaterra - Bulgaria                 | 3 | 4 - 0  | Clasif. Eurocopa 2020                |
| 14. | 14 de noviembre de 2019  | Wembley, Londres                    | Inglaterra - Montenegro               | 3 | 7 - 0  | Clasif. Eurocopa 2020                |
| 15. | 1 de octubre de 2020     | Tottenham Hotspur Stadium, Londres  | Tottenham - Maccabi Haifa             | 3 | 7 - 2  | Liga Europa de la UEFA 2020-21       |
| 16. | 30 de septiembre de 2021 | Tottenham Hotspur Stadium, Londres  | Tottenham - NŠ Mura                   | 3 | 5 - 1  | Liga Conferencia UEFA 2021-22        |
| 17. | 12 de noviembre de 2021  | Wembley, Londres                    | Inglaterra - Albania                  | 3 | 5 - 0  | Clasif. Mundial 2022                 |
| 18. | 15 de noviembre de 2021  | Estadio Olímpico, Serravalle        | San Marino - Inglaterra               | 4 | 0 - 10 | Clasif. Mundial 2022                 |
| 19. | 23 de septiembre de 2023 | Allianz Arena, Múnich               | Bayern Múnich - Bochum                | 3 | 7 - 0  | 1. Bundesliga 2023-24                |
| 20. | 28 de octubre de 2023    | Allianz Arena, Múnich               | Bayern Múnich - Darmstadt 98          | 3 | 8 - 0  | 1. Bundesliga 2023-24                |
| 21. | 4 de noviembre de 2023   | Signal Iduna Park, Dortmund         | Borussia Dortmund - Bayern Múnich     | 3 | 0 - 4  | 1. Bundesliga 2023-24                |
| 22. | 9 de marzo de 2024       | Allianz Arena, Múnich               | Bayern Múnich - 1. F.S.V. Mainz 05    | 3 | 8 - 1  | 1. Bundesliga 2023-24                |
| 23. | 14 de septiembre de 2024 | Holstein-Stadion, Kiel              | Holstein Kiel - Bayern Múnich         | 3 | 1 - 6  | 1. Bundesliga 2024-25                |
| 24. | 17 de septiembre de 2024 | Allianz Arena, Múnich               | Bayern Múnich - Dinamo Zagreb         | 4 | 9 - 2  | Liga de Campeones de la UEFA 2024-25 |
| 25. | 19 de octubre de 2024    | Allianz Arena, Múnich               | Bayern Múnich - VfB Stuttgart         | 3 | 4 - 0  | 1. Bundesliga 2024-25                |
| 26. | 22 de noviembre de 2024  | Allianz Arena, Múnich               | Bayern Múnich - F. C. Augsburgo       | 3 | 3 - 0  | 1. Bundesliga 2024-25                |

Estadísticas hasta el 22 de noviembre de 2024

## Palmarés

### Títulos nacionales
| Título                | Club             | País     | Año     |
| --------------------- | ---------------- | -------- | ------- |
| 1. Bundesliga         | Bayern de Múnich | Alemania | 2024-25 |
| Supercopa de Alemania | Bayern de Múnich | Alemania | 2025    |

### Distinciones individuales
| Distinción                                                      | Año                                                  |
| --------------------------------------------------------------- | ---------------------------------------------------- |
| Mejor jugador joven de la temporada del Millwall.               | 2011-12                                              |
| Jugador del Mes de enero de la Premier League.                  | 2014-15                                              |
| Gol del mes de Enero en Inglaterra.                             | 2014-15                                              |
| Jugador del Mes de Febrero de la Premier League.                | 2014-15                                              |
| XI Ideal de la PFA Premier League                               | 2014-15, 2015-16, 2016-17, 2017-18, 2020-21, 2022-23 |
| Bota de Oro de la Premier League                                | 2015-16, 2016-17, 2020-21                            |
| Jugador del año del Tottenham Hotspur                           | 2014-15, 2020-21, 2022-23                            |
| Premio PFA al jugador joven del año.                            | 2015-16                                              |
| Jugador del Mes de marzo de la Premier League.                  | 2016-17                                              |
| Futbolista del Año elegido por la FA                            | 2016-17                                              |
| Jugador del Año en Inglaterra                                   | 2017, 2018                                           |
| Máximo Goleador del Mundo IFFHS                                 | 2017                                                 |
| MVP contra Túnez en la Copa Mundial de 2018                     | 2018                                                 |
| MVP contra Panamá en la Copa Mundial de 2018                    | 2018                                                 |
| MVP contra Colombia en la Copa Mundial de 2018                  | 2018                                                 |
| Bota de Oro de la Copa Mundial                                  | 2018                                                 |
| Equipo All-Star de la Copa Mundial                              | 2018                                                 |
| Máximo Asistente de la Premier League                           | 2020-21                                              |
| Parte de los 100 mejores jugadores del mundo según The Guardian | 2022                                                 |
| Mejor Jugador del Mundo IFFHS                                   | 2023(7°)                                             |
| Máximo Goleador de la Primera División del Mundo IFFHS          | 2023                                                 |
| Bota de Oro                                                     | 2024                                                 |
| Máximo goleador de la 1. Bundesliga                             | 2024, 2025                                           |
| Máximo goleador de la Eurocopa                                  | 2024                                                 |
| Trofeo Gerd Müller                                              | 2024                                                 |
| Mejor jugador de la 1. Bundesliga                               | 2025                                                 |
| MVP contra Boca Juniors en la Copa Mundial de Clubes de la FIFA | 2025                                                 |
| MVP contra Flamengo en la Copa Mundial de Clubes de la FIFA     | 2025                                                 |

En 2019, fue nombrado Miembro de la Orden del Imperio Británico.